# Maltipoo

Maltipoo (também conhecido como Moodle ou Maltapoo) é uma raça híbrida de cão de origem norte-americana obtida a partir do cruzamento entre maltês e um poodle, geralmente "toy" ou outro de pequeno porte. É comumente considerado hipoalergênico, embora não tenha sido cientificamente comprovado. Maltipoos são animais domésticos muito populares devido o  temperamento calmo, a vasta variedade de cores e tamanhos pequenos.

## Características
O Maltipoo é um cão de pequeno porte pesando em torno de 2 a 6 quilogramas e uma altura entre 20 e 38 centímetros na cernelha. A raça possui uma grande variedade de cores, incluindo preto, branco, marrom e cinza. Muitos maltipoos são bicolores, apresentando uma mistura de branco com qualquer outra cor em seus corpos. Seus narizes podem ser pretos ou rosa.